# Пакистан на літніх Олімпійських іграх 1952
Пакистан брав участь у Літніх Олімпійських іграх 1952 року у Гельсінкі (Фінляндія) удруге за свою історію, але не завоював жодної медалі.